# Kreuzblumen
Die Kreuzblumen (Polygala) bilden die artenreichste und am weitesten verbreitete Gattung der Familie der Kreuzblumengewächse (Polygalaceae). Die Gattung Polygala wird in manchen Florenwerken auch Kreuzblümchen genannt.

## Beschreibung

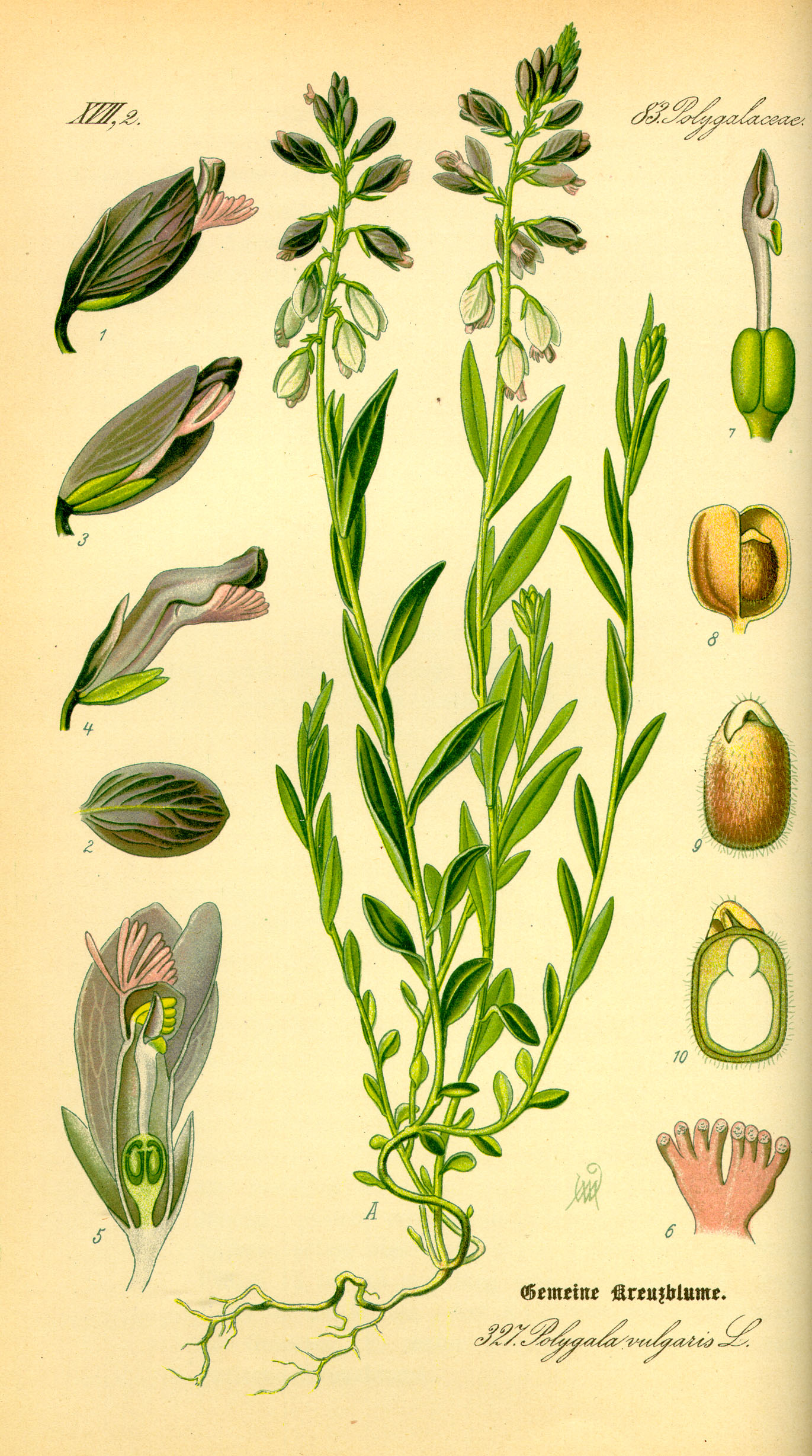
Illustration der Gewöhnlichen Kreuzblume (Polygala vulgaris)

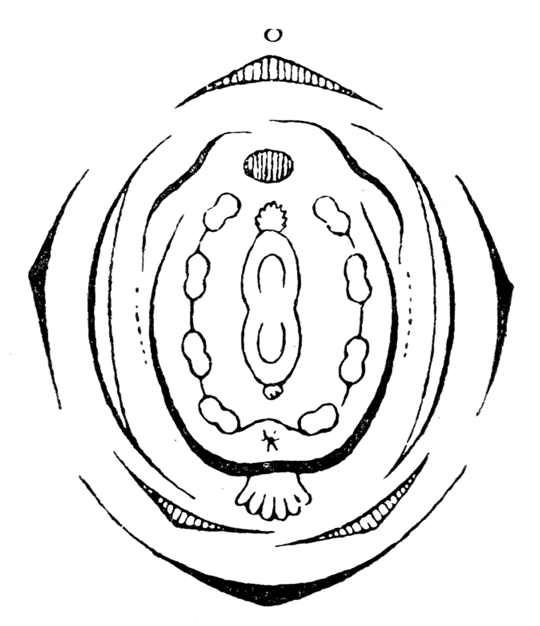
Blütendiagramm von Polygala myrtifolia

### Vegetative Merkmale
Die Kreuzblumen-Arten sind einjährige oder ausdauernde Kräuter, auch Sträucher oder kleine Bäume, ganz selten Lianen. Ihre Blätter sind einfach, gestielt, meist wechselständig, seltener gegenständig oder quirlständig. Die Laubblätter sind ganzrandig, ihre Spreite ist dünn oder lederig. 

### Generative Merkmale
Die Kreuzblumen-Arten bilden traubige oder doppeltraubige Blütenstände. Je Blüte ist ein Tragblatt und an der Basis des kurzen Blütenstieles zwei Vorblätter vorhanden. Die zwittrigen Blüten sind zygomorph mit doppelter Blütenhülle. Die fünf Kelchblätter sind frei, die seitlichen groß und kronblattartig. Es sind drei Kronblätter vorhanden, das mediane (untere) ist kahnförmig, vorne oft mit einem gefransten Anhängsel (Krista) versehen, die beiden oberen sind frei und bei manchen Arten (z. B. bei den einheimischen) jeweils mit dem unteren bis etwa zur Ansatzstelle des Anhängsels verwachsen. Die acht Staubgefäße bilden mit den Staubfäden eine oben offene Röhre und sind mit der Kronröhre auf ganzer Länge verwachsen. Die Staubbeutel bestehen bei den mitteleuropäischen Arten aus drei  (Polygala chamaebuxus), bei den übrigen Arten aus zwei Theken (miteinander verwachsene Pollensäcke). Der Fruchtknoten ist zweifächrig; die Frucht eine loculizide (fachspaltige) Kapselfrucht. Die Samen besitzen ein dreilappiges Elaiosom.

## Ökologie
Die meisten einheimischen Polygala-Arten sind vorwiegend autogam, selten kommt auch Fremdbestäubung vor; und zwar meist durch Schmetterlinge und Hautflügler.
Außer bei Polygala chamaebuxus erfolgt die Bestäubung einheimischer Polygala-Arten folgendermaßen:
Direkt hinter dem Anhängsel des unteren Kronblatts befinden sich seitlich zwei Taschen, in denen je vier der acht Staubbeutel liegen. Über diesen liegt der vordere, am Ende löffelartig verbreiterte Teil des Griffels. Hinter diesem Löffel befindet sich die höckerige, klebrige Narbe. Die Staubbeutel entleeren ihren Pollen in den Löffel. Die Insekten landen auf dem gefransten Anhängsel und schieben ihren Rüssel in die Kronröhre, um an dessen Ende an den Nektar zu gelangen. Dabei streift der Rüssel über die klebrige Narbe. Beim Zurückziehen bleibt an ihm Pollen hängen. Beim Besuch der nächsten Blüte wird der Pollen an deren Narbe abgeladen. Befindet sich sehr viel Pollen im Griffellöffel, kann ihn der Rüssel beim Vordringen auf die Narbe schieben, so dass es zur Selbstbestäubung kommt; ebenso kommt es dazu, wenn ein Blütenbesuch ausbleibt, dann krümmt sich der Narbenhöcker nach vorne und gegen den Löffel und wird dann durch den eigenen Pollen bestäubt.
Alle Arten sind weitgehend selbstfertil; selbstbestäubte Blüten haben nur einen geringfügig verminderten Samenansatz und eine ganz normale Keimung.

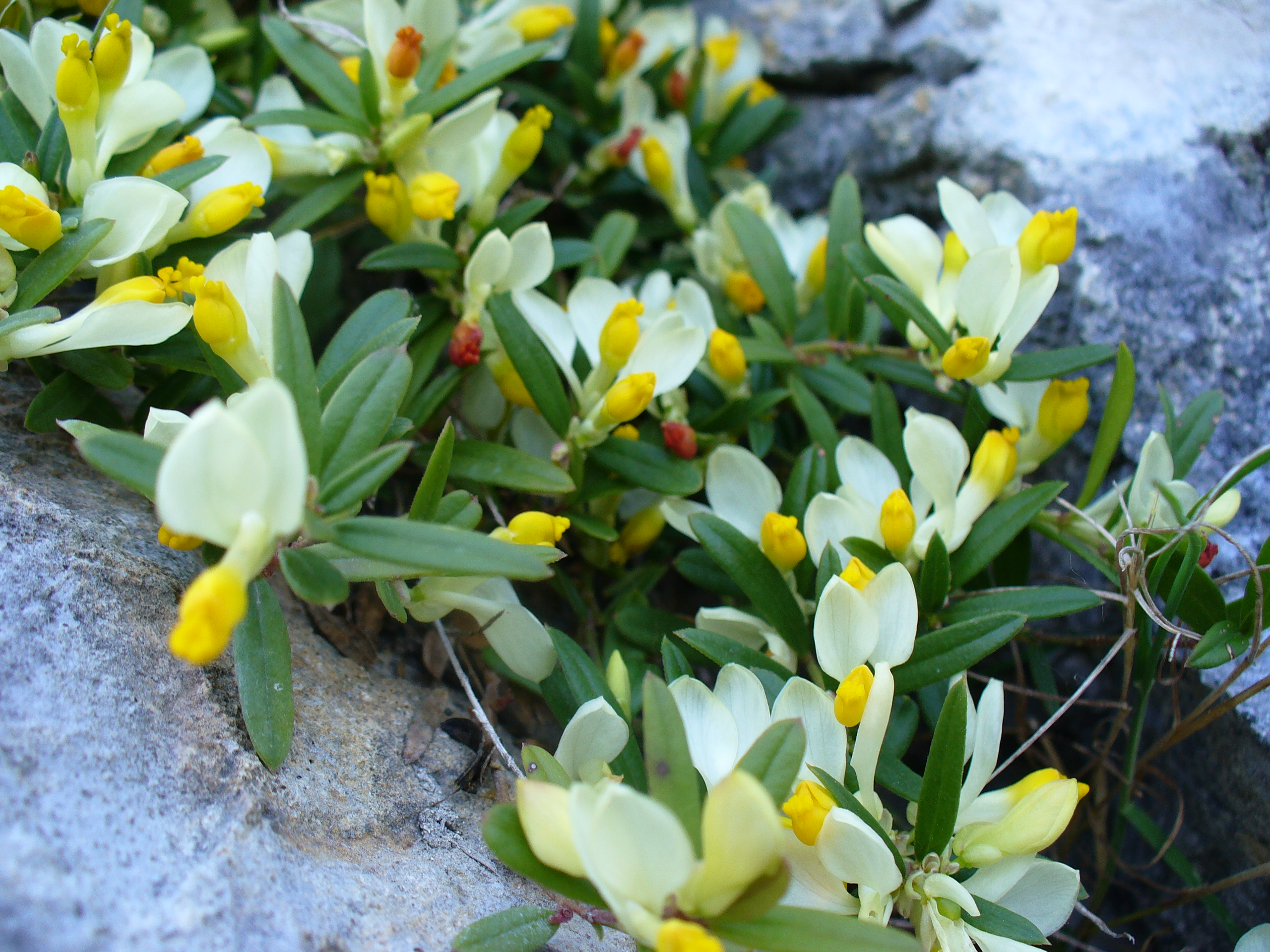
Buchs-Kreuzblume (Polygala chamaebuxus)

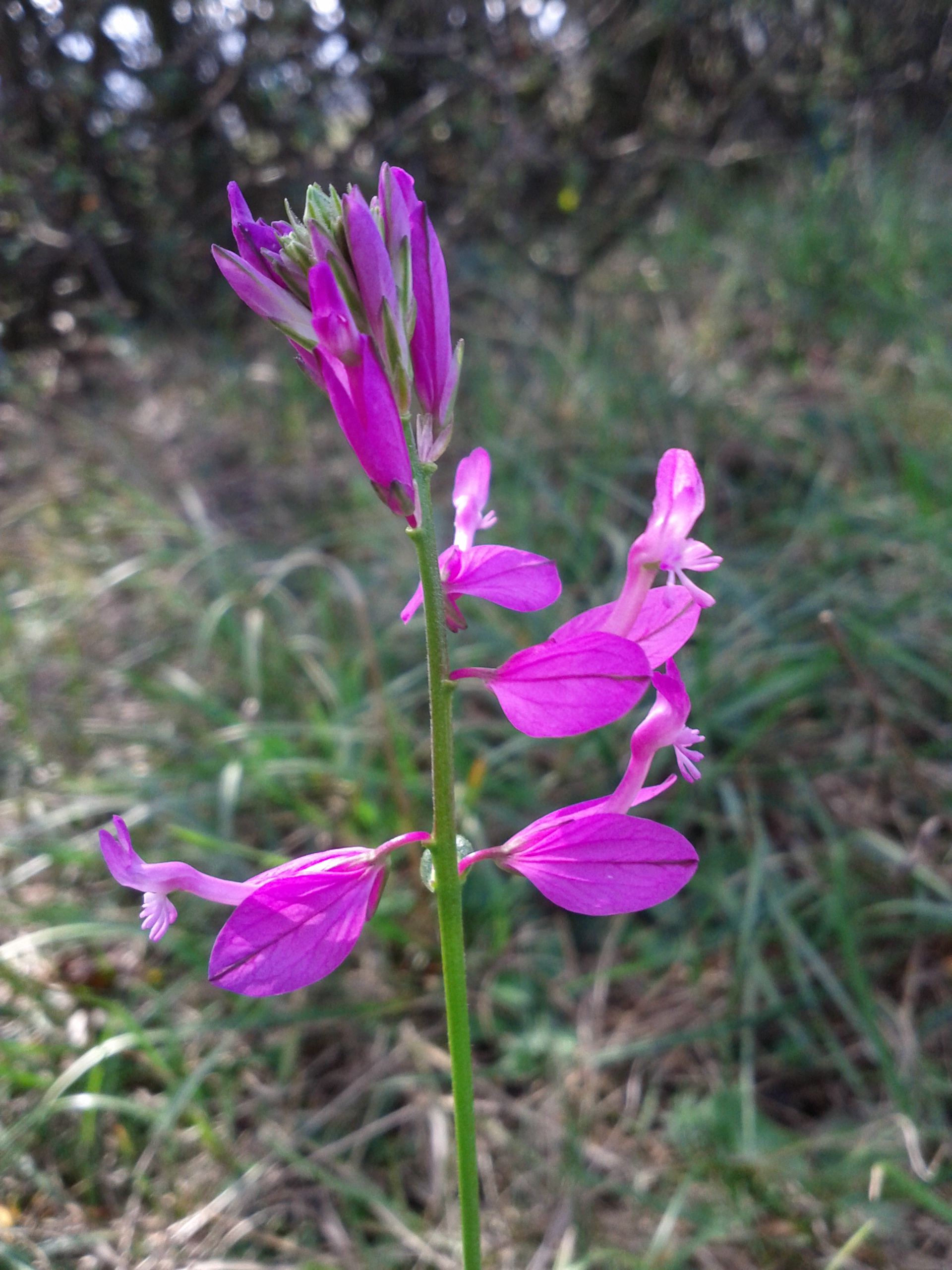
Groß-Kreuzblume (Polygala major)

## Systematik und Verbreitung
Außer in Australien ist die Gattung Polygala weltweit mit etwa 600 Arten vertreten, damit ist sie die größte Gattung in der Familie der Kreuzblumengewächse. In Deutschland sind etwa 12 Arten bekannt.
Am Rande des Verbreitungsgebietes, wie auch in Mitteleuropa, herrschen krautige Gewächse vor. Weiter nach Süden treten auch Zwergsträucher auf.
Die Gattung Kreuzblumen (Polygala) umfasst etwa 600 Arten (Auswahl): 
In Mitteleuropa:
- Voralpen-Kreuzblume (Polygala alpestris Rchb.)
- Westalpen-Kreuzblume (Polygala alpina (DC.) Steudel): Sie kommt nur in den Pyrenäen und in den französischen und italienischen Alpen vor.[1]
- Bittere Kreuzblume (Polygala amara L.)
- Sumpf-Kreuzblume (Polygala amarella Cr.)
- Kalk-Kreuzblume (Polygala calcarea F.W. Schultz)
- Buchs-Kreuzblume, Zwergbuchs (Polygala chamaebuxus L.)
- Schopfige Kreuzblume (Polygala comosa Schkuhr)
- Groß-Kreuzblume (Polygala major Jacq.)
- Quendelblättrige Kreuzblume (Polygala serpyllifolia Hosé)
- Gewöhnliche Kreuzblume, Gemeine Kreuzblume (Polygala vulgaris L.)

Weitere der etwa 33 Arten in Europa sind (Auswahl):
- Polygala microphylla L., Zwergstrauch, kommt nur in Portugal und Westspanien vor
- Polygala monspeliaca L., kommt im Mittelmeergebiet, in Portugal und Bulgarien vor
- Nizza-Kreuzblume (Polygala nicaeensis Risso ex W.D.J. Koch), mit mindestens sieben Unterarten, darunter auch:
  - Krainer Kreuzblume (Polygala nicaeensis subsp. carniolica (A.Kern.) P.Graebn., Syn.: Polygala pedemontana E.P.Perrier & B.Verl.)
- Polygala rupestris Pourret, kommt im westlichen Mittelmeergebiet vor
- Polygala venulosa Sibth. & Sm., kommt nur in Griechenland, auf Kreta, in der Ägäis, in Kleinasien und auf Zypern vor.

Und außerhalb Europas (Auswahl):

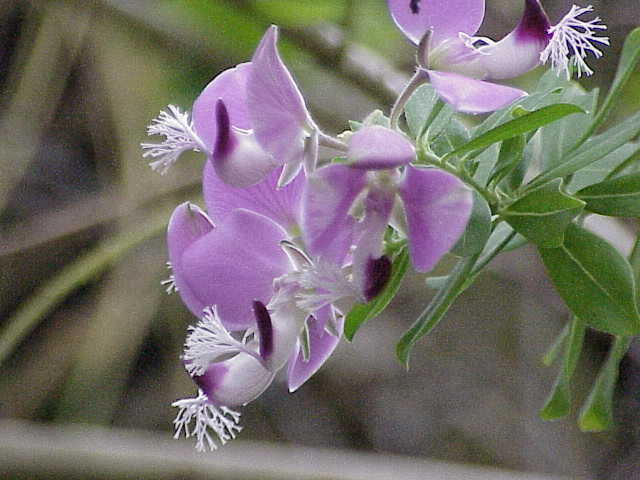
Blüten von Polygala myrtifolia

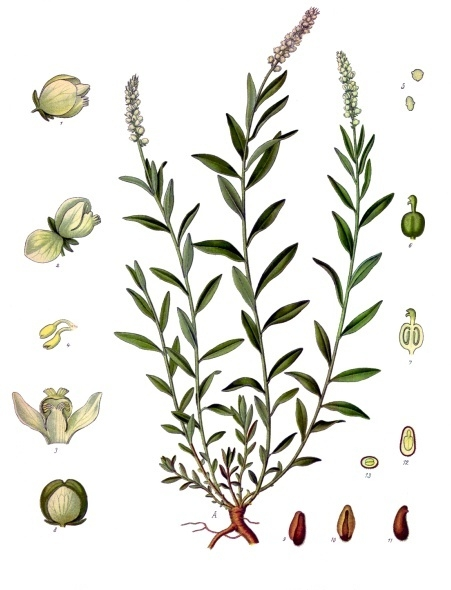
Illustration der Klapperschlangenwurzel (Polygala senega)

- Myrten-Kreuzblume (Polygala myrtifolia L.): Sie ist in Südafrika beheimatet, findet sich aber heute in vielen Ländern als ein Neophyt, so zum Beispiel im Mittelmeerraum, in Australien und Neuseeland.
- Klapperschlangenwurzel (Polygala senega L.): Sie gedeiht in den Prärien des östlichen Nordamerikas. Wurde von den Senega-Indianern als Heilmittel gegen Husten und bei Klapperschlangenbissen verwendet. Die Wirkstoffe sind Triterpensaponine wie die Senegine, Oligosaccharidester (z. B. Senegosen) und geringe Mengen von Methylsalicylat. Vor dem Ersten Weltkrieg wurde die Droge auch in Europa bei Katarrhen der Atemwege eingesetzt; später wurde sie durch die heimische Primelwurzel ersetzt.[2]